# Rock!!!!!
Rock!!!!! är ett musikalbum av Violent Femmes som släpptes 1995 på skivbolaget Elektra Records.

## Låtlista
1. Don't Start Me on the Liquor
2. New Times
3. Breakin' Up
4. Key of 2
5. 4 Seasons
6. Machine
7. I'm Nothing
8. When Everybody's Happy
9. Agamemnon
10. This Island Life
11. I Saw You in the Crowd
12. Mirror Mirror (I See a Damsel)
13. Jesus of Rio